# Kaori Ozaki
Pour les articles homonymes, voir Ozaki (homonymie).
尾崎 かおり
Kaori Ozaki (尾崎 かおり, Ozaki Kaori), née le 24 mars 1976, est une mangaka japonaise.

## Œuvres
- Piano no Ue no Tenshi, 2 tomes, publié de 1995 à 1998.
- Immortal Rain (メテオ・メトセラ, Meteor Methuselah?), publié de 1999 à 2011.
- Knife, one shot, 2002.
- Our Summer Holiday (神様がうそをつく, Kamisama Ga Uso o Tsuku.?), one shot, 2013
- Golden Sheep (金のひつじ, kane no hitsuji?), 2017 (3 tomes). Tome 1 publié en français en 2020 aux éditions Delcourt/Tonkam.